# Université Slippery Rock de Pennsylvanie
Université Slippery Rock de Pennsylvanie (en anglais : Slippery Rock University of Pennsylvania, abréviation : SRU) est une université publique située à Slippery Rock, en Pennsylvanie. 
SRU est membre du Pennsylvania State System of Higher Education (PASSHE). L'université est mixte depuis sa fondation en 1889. Son campus occupe 611 acres (2,4 km2).